# Ugo Oha
Ugochukwu Henrietta Oha, detta Ugo (Dayton, 18 luglio 1982), è un'ex cestista statunitense con cittadinanza nigeriana.

## Carriera
È stata selezionata dalle Connecticut Sun al secondo giro del Draft WNBA 2004 (24ª scelta assoluta).
Con la Nigeria ha disputato i Giochi olimpici di Atene 2004 e i Campionati mondiali del 2006.